# Masataka Nishimoto
Masataka Nishimoto (jap. 西本 雅崇, Nishimoto Masataka; * 11. Juni 1996 in Yao, Präfektur Osaka) ist ein japanischer Fußballspieler.

## Karriere
Masataka Nishimoto erlernte das Fußballspielen in der Jugendmannschaft von Cerezo Osaka. Hier unterschrieb er 2015 auch seinen ersten Profivertrag. Der Verein aus Osaka, einer Stadt in der Präfektur Osaka, spielte in der zweithöchsten japanischen Liga, der J2 League. Die U23-Mannschaft des Vereins spielte seit 2016 in der dritten Liga, der J3 League. 2016 belegte er mit dem Klub den vierten Tabellenplatz der zweiten Liga und stieg somit in die erste Liga auf. 2017 gewann er mit Osaka den J. League Cup und den Kaiserpokal. Den japanischen Supercup gewann er 2018. Für die erste Mannschaft absolvierte er drei Erstligaspiele, für die U23 stand der 69-mal in der dritten Liga auf dem Spielfeld. Im Januar 2021 wechselte er zum Drittligisten Kamatamare Sanuki. Für den Verein aus Takamatsu bestritt er 55 Ligaspiele. Nach der Saison 2022 wurde sein Vertrag nicht verlängert. Zu Beginn der Rückrunde 2022/23 unterschrieb er in Thailand einen Vertrag beim Drittligisten Chiangrai City FC. Mit dem Verein aus Chiangrai spielt er in der Northern Region der Liga.

## Erfolge
Cerezo Osaka
- Japanischer Ligapokalsieger: 2017
- Japanischer Pokalsieger: 2017
- Japanischer Supercup-Sieger: 2018